# Escuts i banderes de l'Alcalatén
Els escuts i banderes de l'Alcalatén són el conjunt de símbols que representen els municipis d'aquesta comarca.
En aquest article s'hi inclouen els escuts i les banderes oficialitzats per la Generalitat Valenciana i els que se van aprovar per l'administració de l'Estat abans de les transferències a la Generalitat Valenciana, així com altres que no han estat oficialitzats.

## Escuts oficials

l'Alcora Aprovat el 24 d'agost de 1963
Costur Aprovat el 4 de febrer de 2003
Figueroles Aprovat el 2 de febrer de 2017
Xodos Aprovat el 6 de febrer de 1995

## Escuts sense oficialitzar

Llucena
les Useres

## Banderes oficials

l'Alcora Aprovada el 5 de setembre de 2002
Figueroles Aprovada el 22 de març de 2022.
Xodos Aprovada el 6 de febrer de 1995